# Александровське сільське поселення (Сорокинський район)
Алекса́ндровське сільське поселення (рос. Александровское сельское поселение) — муніципальне утворення у складі Сорокинського району Тюменської області, Росія.
Адміністративний центр — село Александровка.

## Населення
Населення — 542 особи (2020; 571 у 2018, 652 у 2010, 784 у 2002).

## Склад
До складу поселення входять такі населені пункти:
| Населений пункт     | Населення, осіб (2002) | Населення, осіб (2010) |
| ------------------- | ---------------------- | ---------------------- |
| Александровка, село | 608                    | 549                    |
| Ликошина, присілок  | 109                    | 59                     |
| Московка, присілок  | 67                     | 44                     |